# Kuthanur, Gundlupet
Kuthanur là một làng thuộc tehsil Gundlupet, huyện Chamarajanagar, bang Karnataka, Ấn Độ.